# الکساندر هوریانوف
الکساندر هوریانوف (به اوکراینی: Oleksandr Horyainov) (زاده ۲۹ ژوئن ۱۹۷۵) بازیکن فوتبال اهل کشور اوکراین است.
وی سابقه ۲ بازی ملی برای تیم ملی فوتبال اوکراین در کارنامه دارد، همچنین پست تخصصی او دروازه‌بان است.